# En öm kyss
En öm kyss (engelska: Ae Fond Kiss) är en brittisk långfilm från 2004 i regi av Ken Loach, med Atta Yaqub, Eva Birthistle, Ahmad Riaz och Shamshad Akhtar i rollerna.

## Handling
Pakistaniern Casim bor i Glasgow och möter där den unga lärarinnan Roisin. Det blir kärlek från första ögonkastet men ett förhållande mellan en muslim och en katolik i Skottland är inte det lättaste. Särskilt inte då Casims föräldrar bestämt att han ska gifta sig med Jasmine från Pakistan om några veckor.

## Om filmen
Filmen tar sin utgångspunkt i det anti-muslimska påhoppen som drabbade människor efter terrorattacken 11 september 2001.
Filmen är den tredje i Loach och manusförfattaren Paul Lavertys så kallade Glasgow-trilogi. De övriga är Mitt namn är Joe (1998) och Sweet Sixteen (2002).
En annan film på samma tema är den brittiska East is East från 1999.

## Rollista
- Atta Yaqub - Casim Khan
- Eva Birthistle - Roisin Hanlon
- Shamshad Akhtar - Sadia Khan
- Ghizala Avan - Rukhsana Khan
- Shabhana Bakhsh - Tamara Khan, Casims lillasyster
- Ahmad Riaz - Tariq Khan
- DJ Shy - Hamid
- Gerard Kelly - Katolske församlingsprästen
- John Yule - Rektor
- Gary Lewis - Danny
- David McKay - Småväxte jobbaren
- Raymond Mearns - Storväxte jobbaren
- Emma Friel - Annie
- Karen Fraser - Elsie
- Ruth McGhie - Mary Nolan
- David Wallace - fader David
- Dougie Wallace - vaktmästare
- Jacqueline Bett - Jacqueline
- Pasha Bocarie - Amar
- Foqia Hayee - Amars mamma
- Abdul Hayee - Amars pappa
- Sunna Mirza - Jasmine
- Balqees Hassan - Jasmines mamma